# Mysoverall

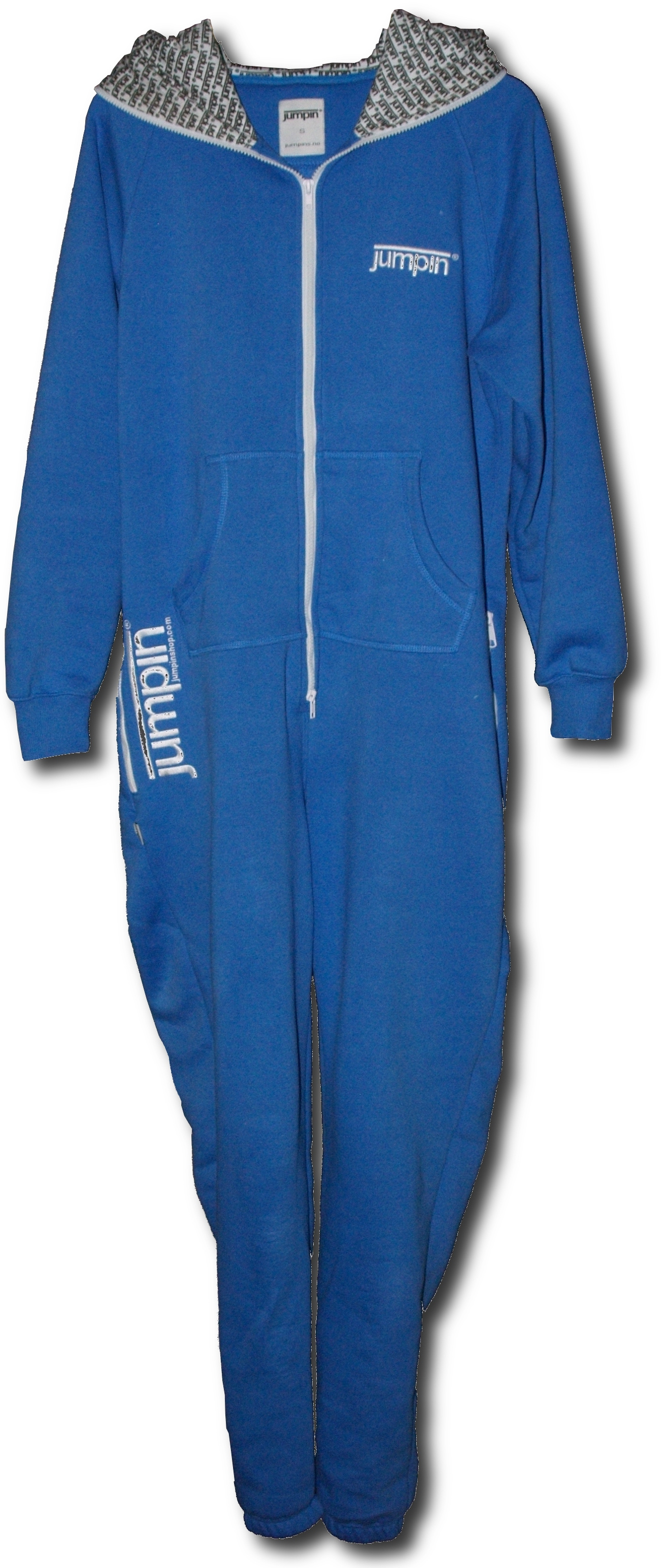
Mysoverall.

Mysoverall är en form av overall som används i fritidssammanhang.
Plagget är heltäckande och är i sin vanligaste form i princip en huvtröja kombinerad med mysbyxor, tillverkad i mjukt tyg. Den har ofta en dragkedja framtill som ibland fortsätter upp längs huvans kanter. Något annat som utmärker den moderna mysoverallen är att klädesplagget är hängigt nertill vilket gör att man väldigt enkelt rör sig i den, men samtidigt inte kan använda den för idrottsliga sammanhang eftersom den inte är så lämplig att springa i. Mysoveraller kan ha lånat inspiration från sparkdräktens speciella design men används alltså inte bara av spädbarn utan även av barn, ungdomar och vuxna. Många har också uppseendeväckande färger och mönster. 

## Historik
På 1970-talet lanserades unisexdräkten i velour, ett overall i mjukt tyg som skulle kunna användas av alla överallt. Sedan denna efter några år hade blivit omodern, användes mysoveraller nästan bara av barn, men det norska märket Onepiece (engelska: "en del" eller "i ett stycke") lanserade vuxenstorlekar 2008